# Kościół Imienia Jezus w Panience
Kościół Imienia Jezus – zabytkowy, drewniany kościół parafialny, zlokalizowany w centrum Panienki (gmina Jaraczewo).

## Historia
Kościół ufundowany przez Izabelę Gajewską z Mycielskich w roku 1787. Świątynia jednonawowa, kryta dwuspadowym dachem gontowym, z wieżyczką na sygnaturkę. Na belce tęczowej łaciński napis z datą budowy oraz krucyfiks barokowy. Obrazy i rzeźby we wnętrzu pochodzą z XVI, XVII i XVIII wieku. Przy kościele klasycystyczna plebania, kamienne żarno, drewniana dzwonnica i bogato rzeźbione nagrobki, m.in. Celestyna z Granowa Krajewskiego (11.5.1857-14.9.1904), dziedzica Skoraczewa, czy Galińskich z Bielejewa. Przy świątyni wiąz o obwodzie 380 cm.
Przy kościele kapliczka maryjna ku czci ofiar nazizmu. Na kapliczce tablice pamiątkowe o treści: Niepokalanemu Sercu Marii w opiekę oddaje się parafia Panienka 7.7.1946 i Z wdzięczności za odzyskaną swobodę religijną fundowali parafianie panieńscy R.P. 1946. Oprócz tego na kapliczce umieszczona jest tablica wymieniająca wszystkich parafian, którzy polegli w 1939, m.in. pod Warszawą, Łęczycą i Sochaczewem, a także zostali pomordowani podczas okupacji hitlerowskiej, m.in. Katarzyny Florczak i jej dwójki dzieci (łącznie 18 osób).
Kościół jest siedzibą parafii Najświętszego Imienia Jezus. W strukturze kościoła rzymskokatolickiego parafia należy do metropolii poznańskiej, archidiecezji poznańskiej, dekanatu boreckiego.
W kościele znajdują się relikwie św. Jana Pawła II i św. Maksymiliana Kolbe.

## Galeria

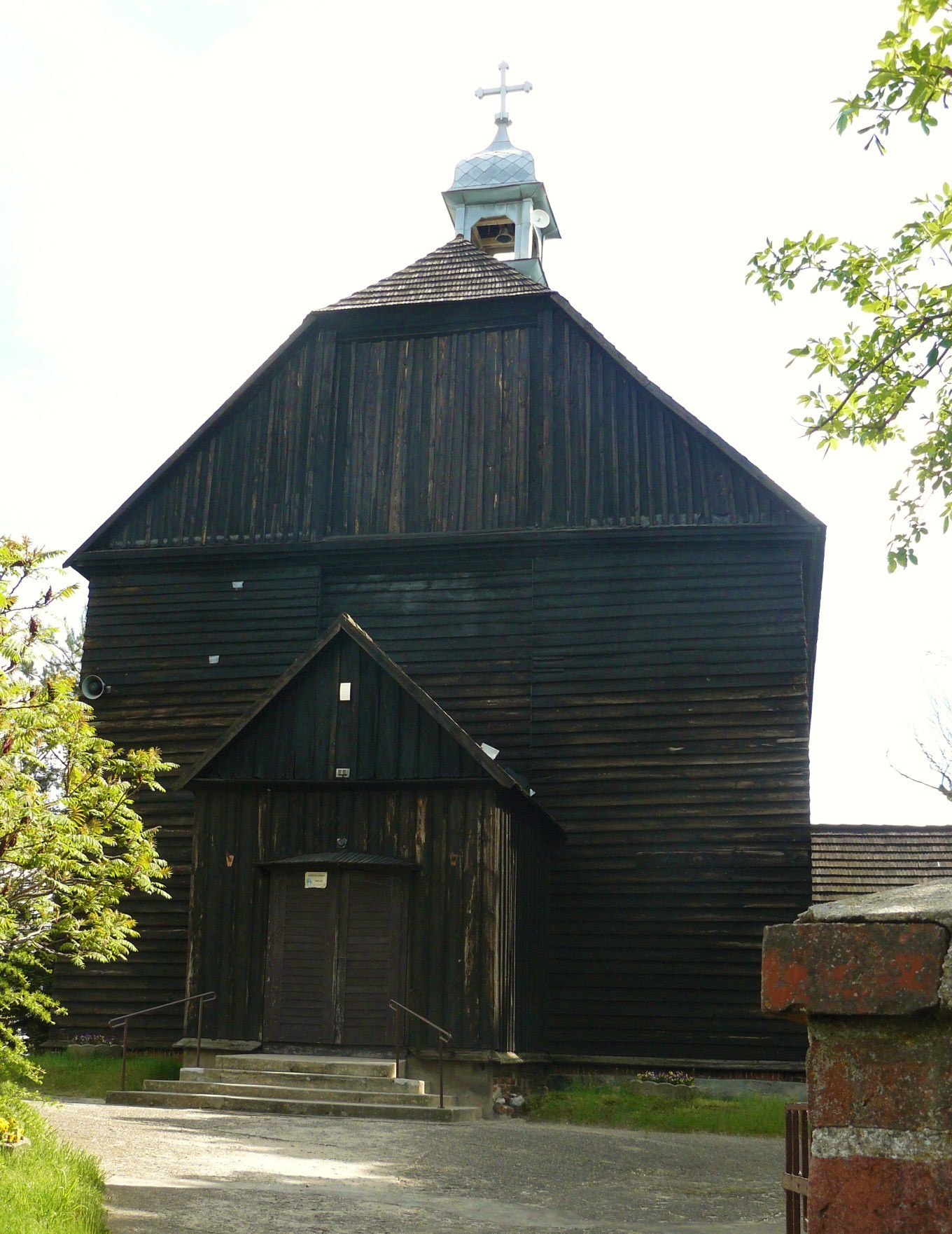
Kruchta
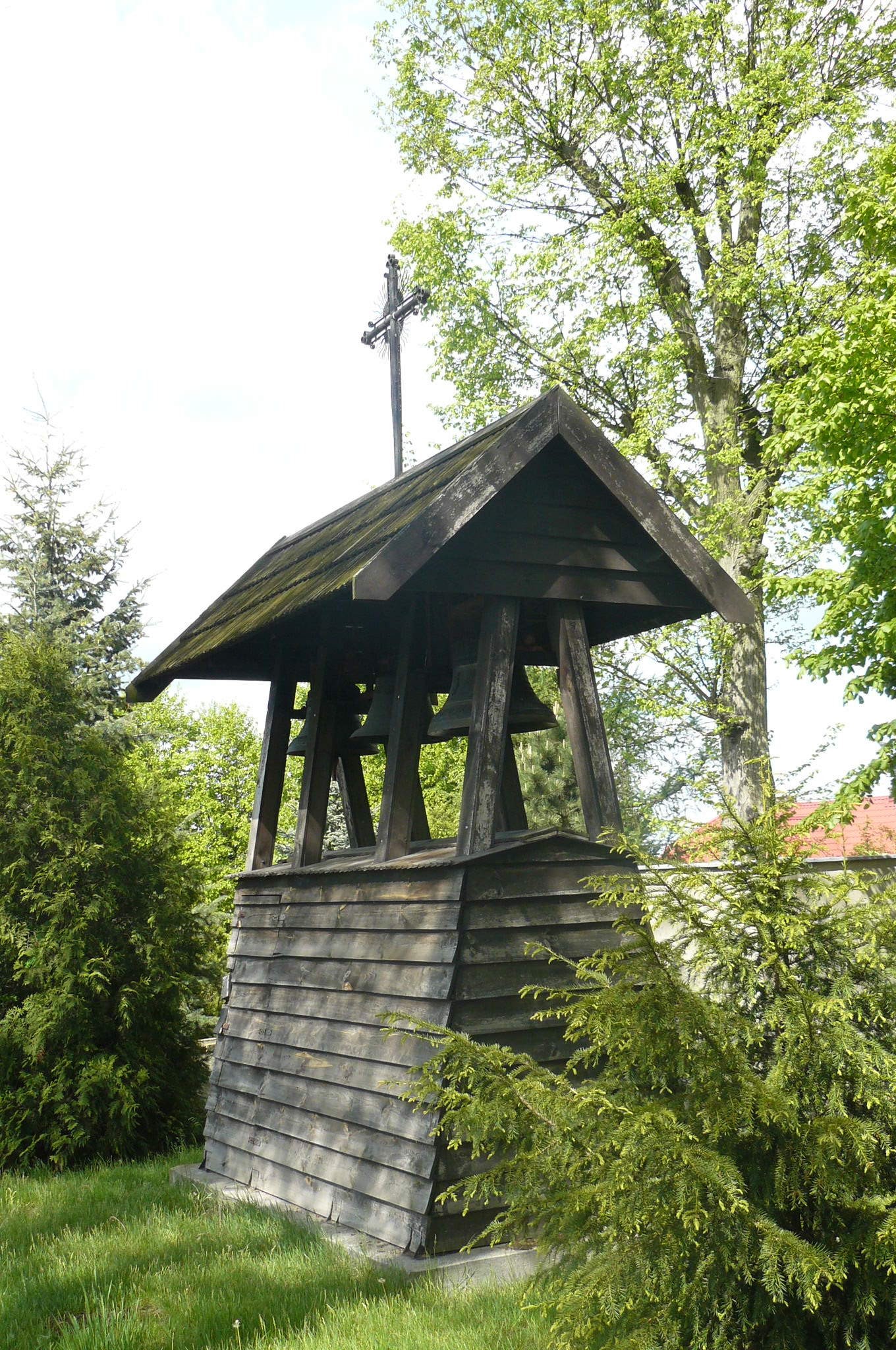
Dzwonnica
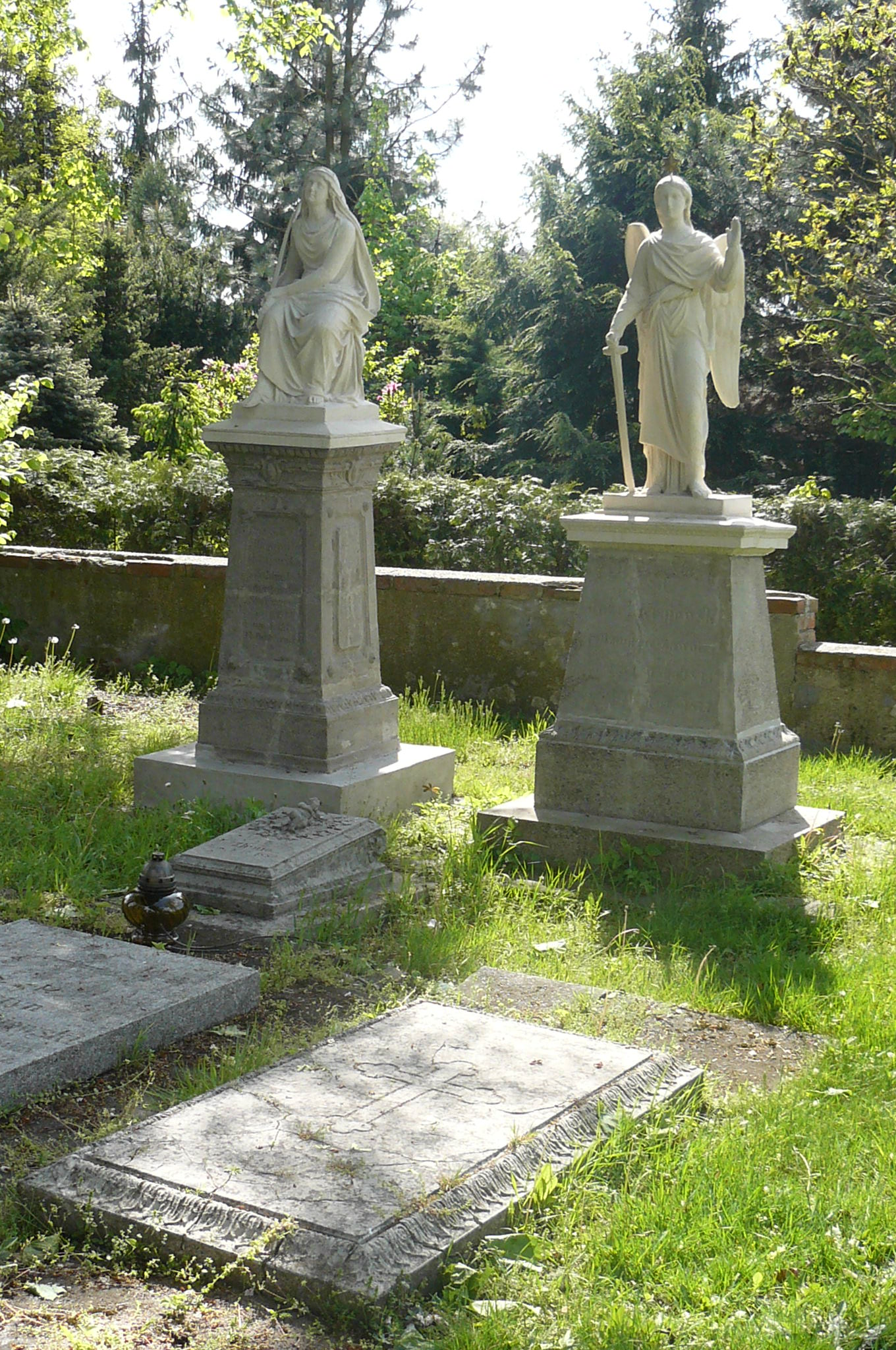
Nagrobki
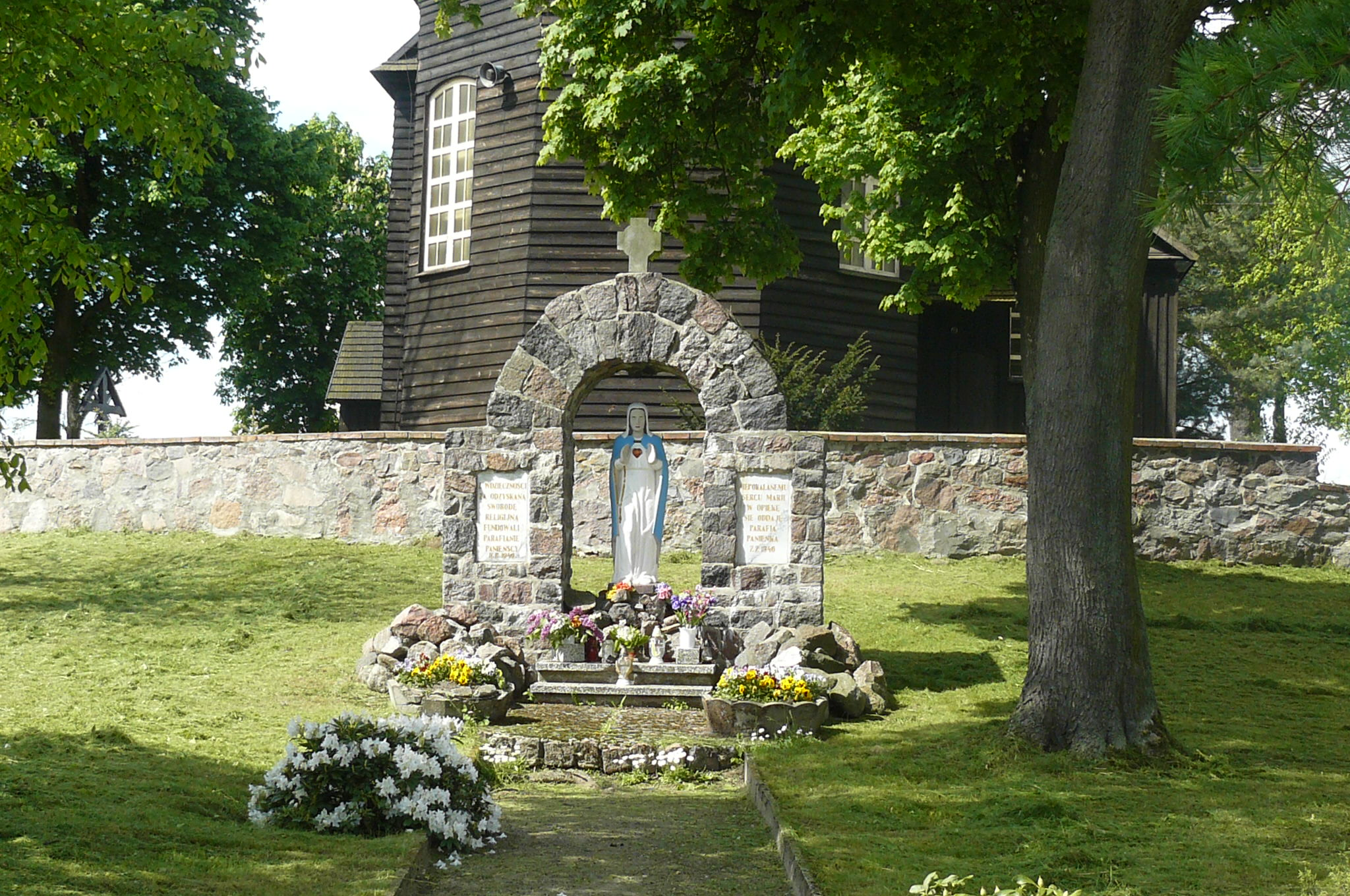
Kapliczka maryjna
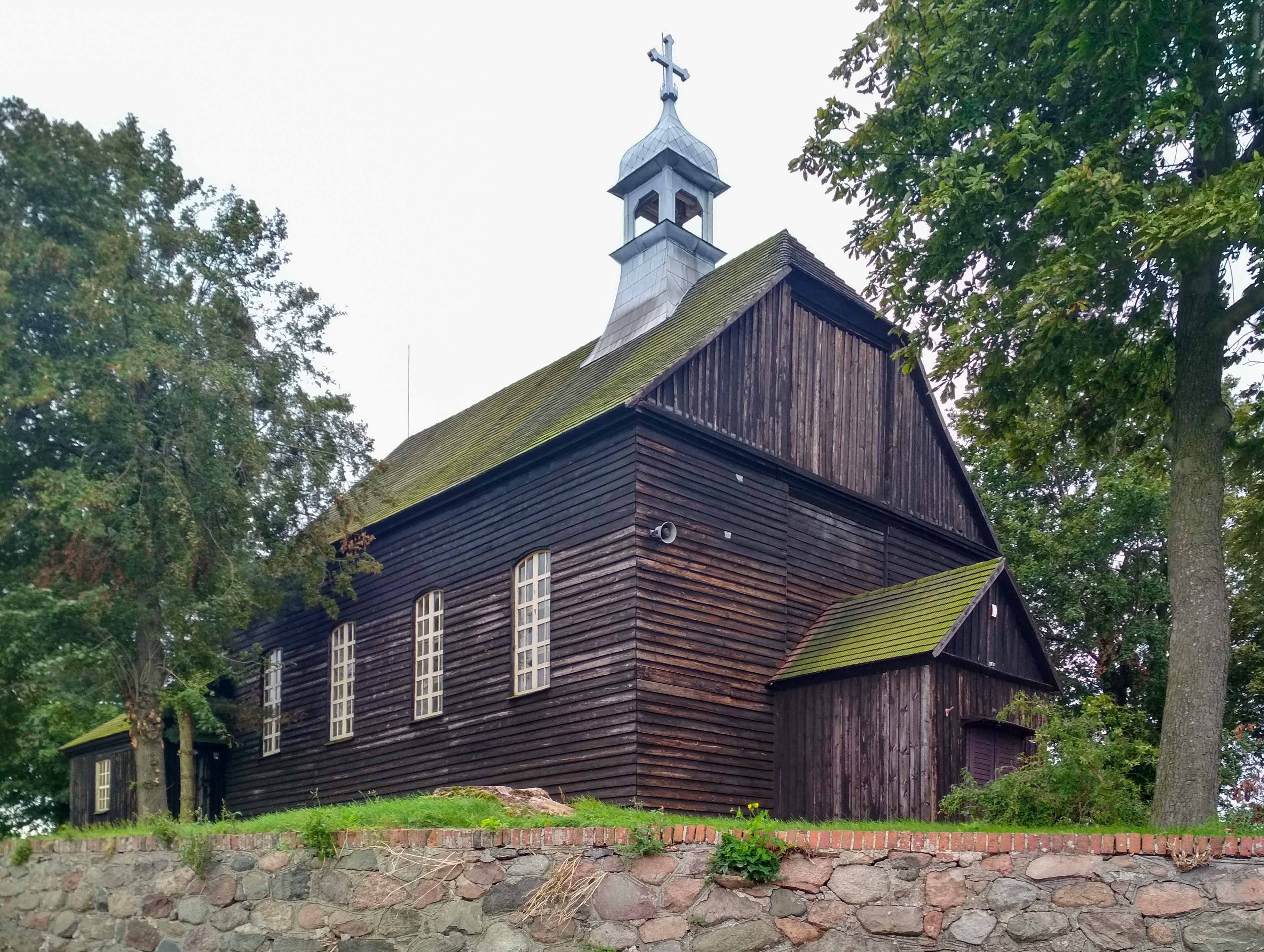
Widok ogólny